# Richard Rado
Richard Rado (Berlin, 1906. április 28. – Reading, 1989. december 23.) magyar zsidó származású angol matematikus.

## Élete
Németországban született, apja magyar volt. Zsidó származása miatt 1933-ban kénytelen volt az Egyesült Királyságba menekülni. Előtte még 1933-ban a Berlini Egyetemen írta meg disszertációját Issai Schur vezetésével. Címe: Studien Zur Kombinatorik. A Cambridge-i Egyetemen, a Fitzwilliam House-ban Godfrey Harold Hardy irányításával készítette el ismét disszertációját 1935-ben. Címe: Linear Transformations Of Bounded Sequences.

## Kutatási területe és tudományos eredményei
Leginkább a véges és végtelen kombinatorika kérdéseivel foglalkozott. Erdőssel és Hajnallal létrehozták a kombinatorikus halmazelméletet, ezen belül kidolgozták a Ramsey-tétel nagyobb számosságokra való általánosításaival foglalkozó partíciókalkulust. 18 dolgozatot írt közösen Erdős Pállal, így az Erdős-száma 1. 1964-ben igazolta, hogy létezik univerzális megszámlálható gráf, tehát egy olyan megszámlálható gráf, amelynek minden megszámlálható gráf feszített részgráfja (Rado-gráf).

## Idézet
„He was the kindest and gentlest of men.” (C. A. Rogers)

## Könyve
- P. Erdős, A. Hajnal, A. Máté, R. Rado: Combinatorial set theory: Partition relations for cardinals, Akadémiai Kiadó, Budapest, North-Holland, Amszterdam, 1984.